# 豊受山
豊受山（とようけやま）は、愛媛県四国中央市にある山。標高1,247.4m。石鎚山脈の北東部に出た支脈である法皇山脈に属する。山容は隣の赤星山がゆったりおだやかであるのに比べ、天を突く尖頂が凛とした姿である。
北側から林道が中腹まで通じていて、約1時間半ほどの登山で山頂に至る。登山道は赤星山へのルートと分岐しており、赤星山山頂からのルートでも登頂することができる。
山頂直下には白鳳6年（666年）9月13日天武天皇が伊予に巡行された際に奉斎されたという豊受姫命を祀った豊受神社奥宮があり、簡素ながら二つの社殿が並び建ち20年ごとの式年遷宮が行われている。その境内の端には風穴があり、麓一帯を襲う強風が吹くやまじ風がここから発生するとの迷信から風を鎮める神事が行われる。境内から少し登ったところが頂上であるが、雑木林の中という感じで、三角点は頂上から少し北へ下ったところにある。

## ギャラリー

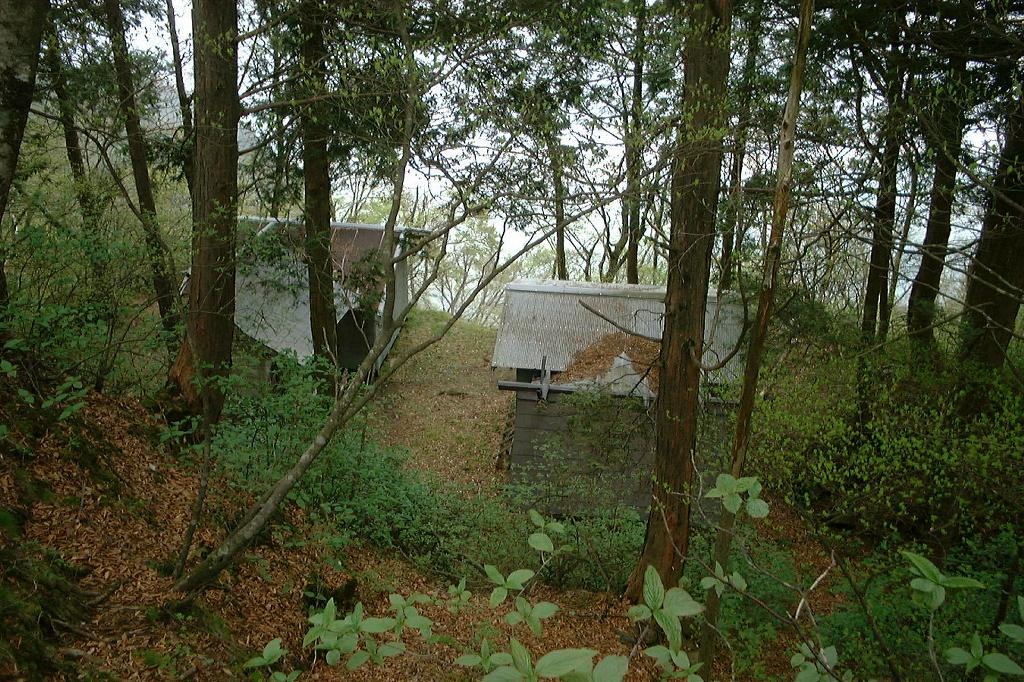
豊受神社
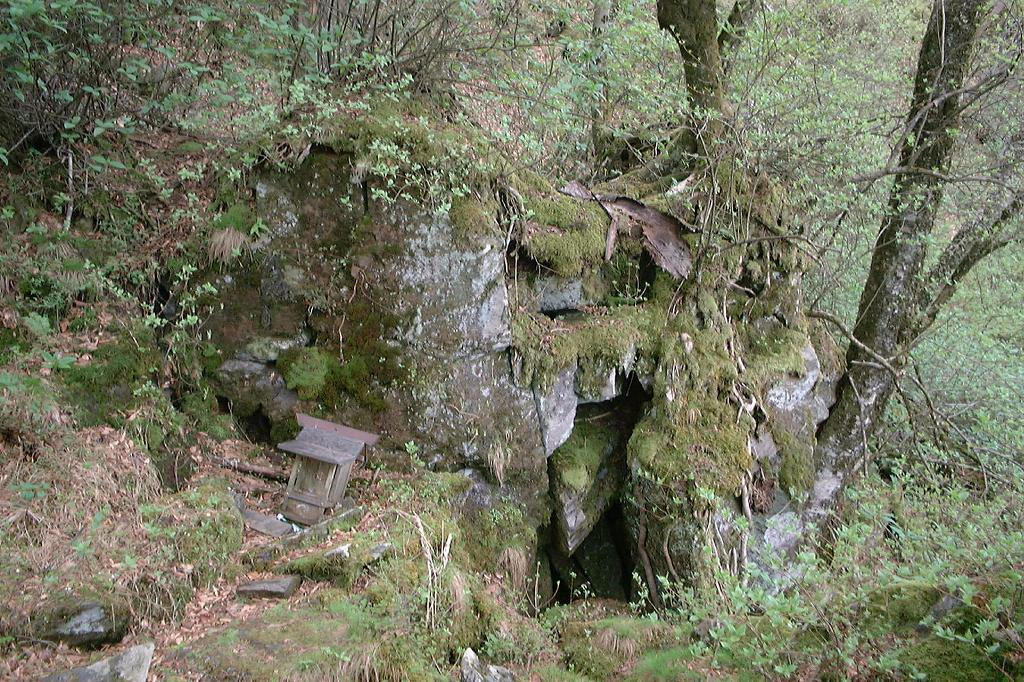
風穴
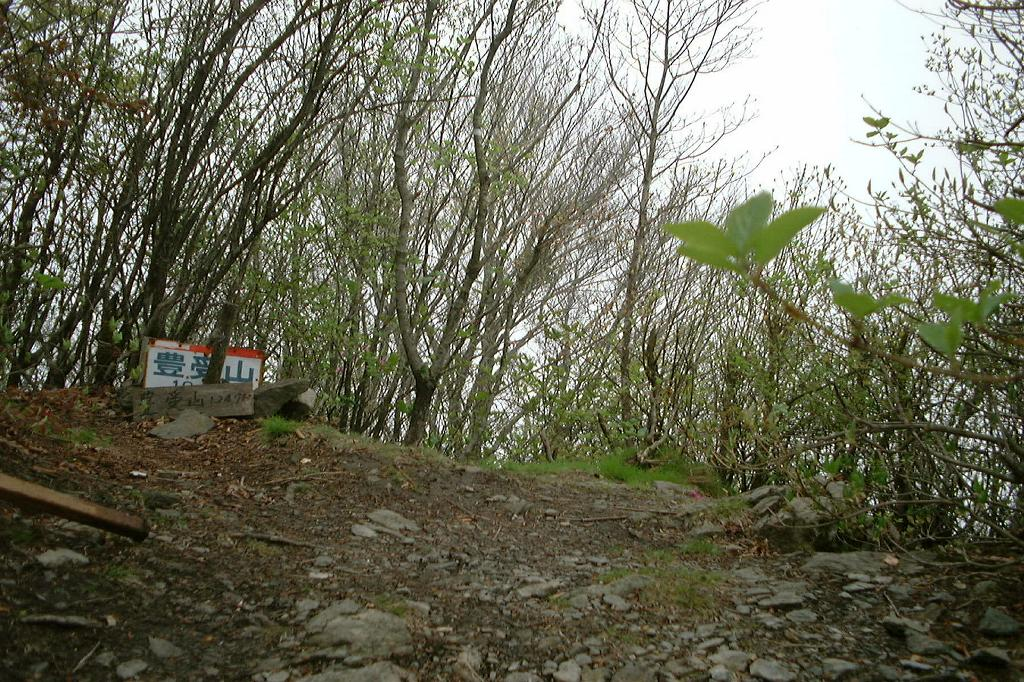
頂上